# NGC 7110
NGC 7110 је спирална галаксија у сазвежђу Јужна риба која се налази на NGC листи објеката дубоког неба.
Деклинација објекта је - 34° 9' 46" а ректасцензија 21h 42m 12,0s. Привидна величина (магнитуда) објекта NGC 7110 износи 13,5 а фотографска магнитуда 14,3. Налази се на удаљености од 71,903 милиона парсека од Сунца. NGC 7110 је још познат и под ознакама ESO 403-16, MCG -6-47-12, PGC 67199.